# 水上恒司
水上 恒司（みずかみ こうし、1999年〈平成11年〉5月12日 - ）は、日本の俳優。福岡県福岡市東区出身。2022年8月までの芸名は岡田 健史（おかだ けんし）。

## 略歴
小学2年生で野球を始め、主に捕手を務めた。中学1年生の冬に初めて芸能事務所・スパイスパワー（スウィートパワーの男性部門）からスカウトされる。以降、5年に渡ってスカウトを受けていたが、甲子園を目指し野球に没頭していたため断り続けていた。
2017年、高校3年時の野球部引退後、演劇部顧問の教師に誘われ、『髪を梳かす八月』という作品で特攻隊員を演じ全国高等学校演劇大会に出場する。この作品は九州ブロック大会最優秀賞を受賞し、全国大会へ推薦された。（ただ、高校演劇の大会形式が、ブロック大会まで年度内で行われるが全国大会は翌年度の開催となる形式であるため、水上は翌年度には高校を卒業しており、全国大会には出演していない。）もともと大学に進学し野球を続けるつもりだったが、県大会出場後に「役者になりたい」という気持ちが芽生える。
2018年10月放送開始のテレビドラマ『中学聖日記』（TBS）でオーディションを経て主人公の相手役に抜擢され、俳優デビュー。『週刊ザテレビジョン』主催の第99回ドラマアカデミー賞助演男優賞を受賞。
2019年6月12日に1st写真集『鼓動』が発売され、発売前と発売後に重版が決定した。7月19日、福岡放送開局50周年記念スペシャルドラマ『博多弁の女の子はかわいいと思いませんか？』でテレビドラマ初主演。
2020年、スクリーンデビュー作『弥生、三月-君を愛した30年-』を始めとする映画4作品が公開される。デビュー作以来1年6ヶ月ぶりに自身2作目の民放連続ドラマ『MIU404』に出演。
2020年12月、女性ファッション誌『ViVi』の人気投票企画「2020年下半期 国宝級イケメンランキング」NEXT部門で1位を獲得。
2021年NHK大河ドラマ『青天を衝け』に出演。2021年3月19日、『弥生、三月-君を愛した30年-』『ドクター・デスの遺産-BLACK FILE-』『望み』の3作品で第44回日本アカデミー賞 新人俳優賞を受賞。
2021年、所属事務所・スパイスパワーとの契約解除を求めて裁判所に仮処分を申し立て、2023年3月末の所属契約満了までスパイスパワー所属のまま活動し、満了後は契約を更新しないことで合意、和解が成立する。
2022年5月6日、初主演映画『死刑にいたる病』が公開される（阿部サダヲとW主演）。4月12日に行われた完成披露試写会が約1年ぶりの公の場となった。
2022年8月31日、所属事務所・スパイスパワーとの契約が前倒しで終了し、本名の「水上恒司」として活動していくことを報告した。9月、合同会社HAKUと業務提携を結ぶ。
2023年2月14日、2023年後期NHK連続テレビ小説『ブギウギ』でヒロイン・花田鈴子の最愛の人・村山愛助を演じることが発表された。2021年NHK大河ドラマ『青天を衝け』で演じた渋沢平九郎が起用のきっかけとなった。
2023年12月8日公開、映画『あの花が咲く丘で、君とまた出会えたら。』で福原遥と共に主演を務め、第47回日本アカデミー賞優秀主演男優賞を受賞。映画も興行収入40億円を超える大ヒット作となった。

## 人物
越境入学（野球推薦で特待生）した創成館高等学校出身。
趣味は筋トレで、好きな食べ物はラーメン。小、中学校の先輩になかやまきんに君がいる。
高校時代は将来的に社会人野球に進むつもりでいたため、事務所からのスカウトには興味を示さなかった。また、プロ野球・阪神タイガースの川原陸は野球部の後輩であり、水上は捕手、川原は投手としてバッテリーを組んでプレーしていた。
舞台の助っ人を探していた演劇部に推薦したのは校長先生だったという。

## 受賞歴
- 2018年 第99回 ザテレビジョンドラマアカデミー賞 助演男優賞・第28回 TV LIFE年間ドラマ大賞 新人賞（『中学聖日記』）[18]
- 2020年 第33回日刊スポーツ映画大賞・石原裕次郎賞 石原裕次郎新人賞 （『望み』『弥生、三月-君を愛した30年-』『ドクター・デスの遺産-BLACK FILE-』）[19]
- 2021年 第44回日本アカデミー賞 新人俳優賞（『望み』『弥生、三月-君を愛した30年-』『ドクター・デスの遺産-BLACK FILE-』）[20]
- 2024年 第47回日本アカデミー賞 優秀主演男優賞（『あの花が咲く丘で、君とまた出会えたら。』）[21]
- 第49回エランドール賞「新人賞（TVガイド賞）」[22]

## 出演

### テレビ

#### テレビドラマ
- 中学聖日記（2018年10月9日 - 12月18日、TBS） - 黒岩晶 役[6][23][24]
- 博多弁の女の子はかわいいと思いませんか?（2019年7月19日、福岡放送） - 主演・東京 役[25][26]
- ドクターX〜外科医・大門未知子〜 第4話（2019年11月7日、テレビ朝日） - 四日市清昭 役[27]
- MIU404（2020年6月26日 - 9月4日、TBS）- 九重世人 役[28]
- 大江戸もののけ物語（2020年7月17日 - 8月14日、NHK BSプレミアム） - 主演・新海一馬 役[29][30][31]
- いとしのニーナ（2020年7月18日 - 9月5日、フジテレビ） - 主演・外山厚志 役
- これっきりサマー（2020年8月17日 - 8月21日、NHK総合） - 主演・ 藤井薫 役[32]
- ほんとにあった怖い話 2020特別編『訳ありのカラオケ店』（2020年10月31日、フジテレビ） - 主演・大野陽平 役[33]
- ウチの娘は、彼氏が出来ない!!（2021年1月13日 - 3月17日、日本テレビ） - 入野光 役[34]
- 大河ドラマ 青天を衝け（2021年3月28日 - 8月22日、NHK） - 尾高平九郎 役[9][35]
- 桜の塔（2021年4月15日 - 6月10日、テレビ朝日） - 富樫遊馬 役[36]
- 管理官キング（2022年1月6日、テレビ朝日） - 平山優太 役[37]
- 藤子・F・不二雄 SF短編ドラマ『テレパ椎』（2023年4月16日、NHK BSプレミアム・NHK BS4K） - 主演・鳥留梨男 役[38]
- 真夏のシンデレラ（2023年7月10日 - 9月18日、フジテレビ） - 早川宗佑 役[39]
- NHKスペシャル『アナウンサーたちの戦争』（2023年8月14日、NHK総合） - 朝倉寿喜 役[40]
- 連続テレビ小説 ブギウギ 第51回 - 第86回（2023年12月11日 - 2024年2月2日、NHK総合）- 村山愛助 役[41][42]
- 黄金の刻〜服部金太郎物語〜（2024年3月30日、テレビ朝日） - 服部金太郎（青年期） 役[43][44]
- ブルーモーメント（2024年4月24日 - 6月26日、フジテレビ） - 園部優吾 役[45]
- 怪物（2025年7月6日 - 、WOWOW） - 主演・八代真人 役（安田顕とダブル主演）[46][47]
- シナントロープ（2025年10月6日〈予定〉 - 、テレビ東京） - 主演・都成剣之介 役[48][49]

#### ウェブドラマ
- 中学聖日記 スピンオフムービー「聖ちゃんと会う前の僕たち」（2018年9月 - 、YouTube配信）主演・黒岩晶 役[50]
- フォローされたら終わり（2019年10月27日 - 12月15日、AbemaTV） - 主演・仲村壮太郎 役[51][52]
- いとしのニーナ（2020年5月17日 - 7月6日 、FOD） - 主演・外山厚志 役[53]
- 桜の塔アナザーストーリー（2021年5月6日 - 20日、TELASA） - 主演・富樫遊馬 役[54]

#### バラエティ番組
- チコちゃんに叱られる!（2023年9月29日、NHK総合）[55]
- LIFE! 秋（2023年10月19日、NHK総合）[56]
- 人生最高レストラン（2024年11月9日、TBSテレビ系） - ゲスト[57]

#### 朗読番組
- おやすみ王子「桃の種」（2023年10月21日、NHK総合）[58]

### 映画
- 弥生、三月-君を愛した30年- （2020年3月20日公開、東宝） - あゆむ 役[59]
- 望み（2020年10月9日公開、KADOKAWA） - 石川規士 役[60]
- ドクター・デスの遺産 -BLACK FILE-（2020年11月13日公開、ワーナー・ブラザース映画） - 沢田圭 役[61]
- 新解釈・三國志（2020年12月11日公開、東宝） - 孫権 役[62]
- 劇場版 奥様は、取り扱い注意（2021年3月19日公開、東宝） - 岩尾珠里 役[63]
- そして、バトンは渡された（2021年10月29日公開、ワーナー・ブラザース映画） - 早瀬賢人 役[64][65][66]
- 死刑にいたる病（2022年5月6日公開、クロックワークス） - 主演・筧井雅也 役（阿部サダヲとW主演） [67]
- OUT（2023年11月17日公開、KADOKAWA） - 安倍要 役[68][69]
- あの花が咲く丘で、君とまた出会えたら。（2023年12月8日公開、松竹） - 主演・佐久間彰 役（福原遥とW主演）[70]
- 熱のあとに（2024年2月2日公開、ビターズ・エンド） - 望月隼人 役[71][72]
- 劇場版 アナウンサーたちの戦争（2024年8月16日公開、ナカチカピクチャーズ） - 朝倉寿喜 役[73]
- 八犬伝（2024年10月25日公開、キノフィルムズ） - 犬飼現八 役[74]
- 本心（2024年11月8日公開、ハピネットファントム・スタジオ） - 岸谷 役[75]
- 九龍ジェネリックロマンス（2025年8月29日公開予定、バンダイナムコフィルムワークス） - 主演・工藤発 役（吉岡里帆とW主演）[76][77]
- 火喰鳥を、喰う（2025年10月3日公開予定、KADOKAWA / ギャガ） - 主演・久喜雄司 役[78]
- WIND BREAKER / ウィンドブレイカー（2025年12月5日公開予定、ワーナー・ブラザース映画） - 主演・桜遥 役[79][80]

#### 短編映画
- モノローグエレベーター（2023年12月18日台湾公開、MyVideo、LineTV）

#### 劇場アニメ
- たべっ子どうぶつ THE MOVIE（2025年5月1日公開、クロックワークス） - ぞうくん 役[81]

### 広告
- アリナミン製薬「アリナミンMEDICAL Balance」広告キャラクター（2019年3月 - ）
- イオンの保険相談（2019年4月26日 - ）
- JR SKISKI（2019年12月 - ） - 主演[82]
- 明治「ザバス MILK PROTEIN」（2020年10月20日 - ）
- オンワード樫山 ADS（Advanced Down System） - CMナレーター（2019年10月 - ）[83]
- ラ ロッシュ ポゼ（2023年3月 - ） - ブランドアンバサダー
- 日立製作所「日立の人」CMナレーター（2023年4月15日 - ）
- 新江ノ島水族館 冬季イベント「Jewerium （ジュエリウム）」 - アンバサダー（ナレーション：オーディオガイド）（2023年11月23日 - 2024年2月29日）
- ユニバーサルミュージック「#ぼくらの春曲キャンペーン」（2024年3月1日 - ）[84]
- テレビ朝日開局65周年記念MUCA展 - 東京会場アンバサダー（2024年3月15日 - 6月2日）
- FUSOグループ「新しいスタート篇」（2024年4月3日 - ）
- アサヒビール「アサヒ ザ・ビタリスト」（2025年4月15日 - ）[85]
- 三菱UFJフィナンシャル・グループ「エムット始まる」篇（2025年5月28日 - ）※木村拓哉、石原さとみと共演[86]

### ラジオ
- TALK ABOUT（2019年4月27日、TBSラジオ）

### ナレーション
- テレメンタリー「伝えてくるけん 〜広島長崎ピースメッセンジャー〜」（2019年4月7日、テレビ朝日）[87]
- あなたのやさしさを2020 〜NHK歳末たすけあい〜（2020年12月1日、NHK総合）
  - あなたのやさしさを2020 〜NHK海外たすけあい〜」（2020年12月2日、NHK総合）
- 連食テレビエッセー「きみと食べたい」（2020年12月24日、Eテレ）[88]
- ハートネットTV「私は何者〜AIDで生まれた子どもたち〜」（2022年11月15日、Eテレ）[89]
- 新江ノ島水族館 冬季イベント「Jewerium （ジュエリウム）」（2023年11月23日 - 2024年2月29日） - オーディオガイド[90][注 1]

## 書籍

### フォトブック
- 1st写真集『鼓動』（2019年6月12日）[91]

### カレンダー
- 『岡田健史カレンダー 2020.04 - 2021.03』（2020年2月14日）[92]
- 『岡田健史カレンダー 2021.04 - 2022.03』（2021年2月12日）[93]